# 蒂布尔蒂纳站
蒂布爾蒂納站（義大利語：Tiburtina）是羅馬地鐵的一個車站。蒂布爾蒂納站開通於1990年12月8日，是羅馬地鐵B線的車站。該站的附近有義大利鐵路的同名車站。

## 轉乘
- 意大利铁路列表羅馬蒂布爾蒂納車站

## 外部連結
- http://www.atac.roma.it/index.asp?p=1&i=56&o=0&a=4&tpg=9&NUM=MBA&st=90043 （页面存档备份，存于）